# Free Union
Free Union è un census-designated place (CDP) degli Stati Uniti d'America, situato nello stato della Virginia, nella contea di Albemarle. Secondo il censimento del 2020 gli abitanti di Free Union ammontavano a 187.

## Storia
Inizialmente il centro abitato era conosciuto come Nicksville, tuttavia quando nel 1847 venne aperto l'ufficio postale venne rinominato Free Union.
La Ballard-Maupin House è stata inserita nel National Register of Historic Places nel 1999.